# Canadia
Canadia – monogatunkowy rodzaj pierścienicy, której skamieniałości odnaleziono w datowanych na środkowy kambr (około 505 mln lat) osadach formacji typu Lagerstätte zwanej łupkami z Burgess.
Canadia osiągała długość od 2,5 do około 5 cm. Na głowie znajdowała się para wiotkich macek, zaś ciało pokrywały liczne krótkie lamele. Canadia mogła używać kończyn do poruszania się po dnie lub pływania tuż nad nim. W żołądku nie odnaleziono osadów, co wskazuje, że Canadia była prawdopodobnie drapieżnikiem lub padlinożercą.
W okresie eksplozji kambryjskiej pojawiły się pierwsze drapieżniki mające oczy, takie jak stawonogi Anomalocaris i Opabinia, stanowiące zagrożenie dla Canadia. Do obrony przed nimi służyło prawdopodobnie aposematyczne ubarwienie, na co wskazuje obecność siatki dyfrakcyjnej w pancerzu zwierzęcia. Sety służyły do odstraszania napastników – funkcja ta była prawdopodobnie potęgowana ich zmiennym, opalizującym ubarwieniem, zmieniającym się w zależności od kąta padania promieni słonecznych.
Nazwa Canadia pochodzi od Kanady – państwa na terenie którego odkryto skamieniałości tego zwierzęcia, zaś epitet gatunkowy gatunku typowego, spinosa, oznacza „kolczasty”.